# Киёура Кэйго
Киёура Кэйго (яп. 清浦奎吾, 27 марта 1850, Ямага — 5 ноября 1942, Токио) — японский политический и государственный деятель. Премьер-министр Японии (7 января — 11 июня 1924 года).

## Биография
Киёура родился в районе Камото бывшей провинции Хиго (ныне город Ямага), учился в школе Хиросэ Тансо «Кангиэн». Ещё в молодости Киёура показал себя способным политиком и правоведом и, работая совместно с Министерством юстиции с 1876 года, участвовал в подготовке проекта «Закона о сохранении мира» 1887.
Войдя в альянс с известным политиком Ямагатой Аритомо, Киёура Кэйго занимал несколько ответственных постов в кабинете министров. В 1921 году стал президентом Тайного Совета.
В январе 1924 Киёура сформировал свой кабинет, но под натиском нескольких политических партий, объединившихся в движение протеста конституционного правительства, вскоре был вынужден уйти в отставку.

## Награды
- Орден Хризантемы (5 ноября 1942) посмертно
- Орден Цветов павловнии (4 сентября 1920)
- Орден Священного сокровища 1 класса (26 декабря 1903)[2]
- Орден Священного сокровища 2 степени (26 июня 1897)[3]
- Орден Священного сокровища 3 степени (29 декабря 1895)[4]
- Орден Священного сокровища 4 степени (28 декабря 1893)[5]
- Орден Священного сокровища 5 степени (26 декабря 1890)[6]
- Орден Восходящего солнца 1 степени (1 апреля 1906)[7]
- Орден Восходящего солнца 6 степени (25 ноября 1887)[8]
- Медаль за участие в русско-японской войне (1 апреля 1906)
- Памятная медаль в честь вступления в действие императорской конституции 2 степени (29 ноября 1889)[9]
- Памятная медаль в честь восшествия на престол императора Тайсё (10 ноября 1915)[10]
- Медаль «В ознаменование восстановления имперской столицы» (5 декабря 1930)[11]
- Орден Османие 3 степени (23 марта 1892)[12]
- Кавалер Большого креста ордена Леопольда I (30 октября 1906)[13]
- Кавалер Большого Креста ордена Почётного легиона (19 мая 1924)[14]